# Vladas Kurkauskas
Vladas Kurkauskas (ur. 27 sierpnia 1895 w Taszkencie, zm. 15 lutego 1970 w Kownie) – litewski działacz społeczny, wojskowy, gubernator kraju kłajpedzkiego.

## Życiorys
Urodził się w 1895 w Taszkencie. W 1913 ukończył Szkołę Podchorążych w Połocku, w 1916 – Wydział Elektryczny na Petersburskim Uniwersytecie Politechnicznym Piotra Wielkiego, zaś w 1917 – Szkołę Inżynierii Wojskowej. Od 1917 do 1918 służył w rosyjskich oddziałach inżynieryjnych. 3 marca 1919 dołączył do Lietuvos kariuomenės Sausumos pajėgos. Brał udział w litewskiej wojnie o niepodległość. Między majem 1919 a lipcem 1920 jako szef Wydziału Łączności Sztabu Generalnego wraz z innymi organizował jednostki inżynierii wojskowej. W 1920 został komendantem wojskowym w Wilnie. W latach 1923–30 studiował w Litewskiej Akademii Rolniczej. Między 1935 a 1936 był gubernatorem okręgu kłajpedzkiego, a w latach 1936–1940 przewodniczącym Izby Handlowo-Przemysłowej i Rzemieślniczej. Po aneksji Litwy przez ZSRR w 1940 został zwolniony i nielegalnie wyjechał do III Rzeszy. Na Litwę wrócił w 1941 i do 1944 pracował we własnym gospodarstwie w pobliżu Szawli. Po zakończeniu II wojny światowej ukrywał się, następnie zaczął pracował na różnych stanowiskach, m.in. jako agronom, mechanik i technik budowlany w kołchozach. Od 1969 mieszkał z córką Eleną w Kownie, gdzie zmarł.
Został odznaczony Orderem Krzyża Pogoni trzeciego stopnia, Medalem Niepodległości Litwy oraz Orderem Trzech Gwiazd.

## Upamiętnienie
25 lipca 1995 z okazji 100. rocznicy urodzin Kurkauskasa w holu Powiatowej Biblioteki Publicznej w Kownie została odsłonięta tablica pamiątkowa upamiętniająca wojskowego.